# 錶之未來
錶之未來（英語：Lucky Patch，來港前稱，2016年10月14日—2022年12月7日），是一匹曾在澳洲和香港出賽的賽駒，來港後練馬師早期是呂健威，後期是伍鵬志。

## 簡介
週歲價4萬紐元的「錶之未來」於澳洲昆士蘭上陣兩次均佩戴眼罩，且以跟前及領放戰略險勝對手。其後，「錶之未來」被運來香港服役，加盟呂健威馬房。
2020年11月4日，「錶之未來」於香港首次出賽便一出即勝，打開其在港的勝利之門。
2021年7月11日，周俊樂策騎「錶之未來」勝出第一班盃賽香港馬主協會錦標。
2021年10月17日，潘頓策騎「錶之未來」勝出國際二級賽精英碗。賽後，潘頓說道：「排在最外檔通常都不容易處理，出閘後我都不知道自己會居於一個甚麼位置，總之盡可能找個機會楔入去，希望能夠獲得幸運之神眷顧。」他續說：「坦白說，在一大段途程上我們被頂在外疊，沒有遮擋。我們花了很長時間才可以楔入而稍微有些遮擋。其後馬兒走勢強勁，贏得漂亮。」他補充：「當牠透出後，一度有點放慢腳步，其實牠無須看似贏得那麼驚險。」練馬師呂健威表示，對「錶之未來」一向都很有信心，對今次之勝利並不覺得意外。他說：「這匹馬上季曾經排位欠佳亦能跑得接近，季尾一役抽到好檔，便能以二又四分一馬位輕鬆取勝。牠一直在進步中。我不敢說牠會否有更大的進步，但已有機會進軍（浪琴表）香港短途錦標。」
2021年11月21日，周俊樂策騎「錶之未來」勝出國際二級賽馬會短途錦標，使得周俊樂取得在港的首場分級賽頭馬。賽後，周俊樂說道：「這是在港最重要的一場勝仗。我們十分幸運，對手早段步速甚快，讓我有機會切入以取得遮擋。今日的戰況十分緊張刺激。我以前也曾策騎此駒勝出，但上仗呂健威讓潘頓為牠主轡，最後取得冠軍，我當時的確有點失望。」他續說：「我以為已沒有機會再夥拍牠上陣了，幸而潘頓今仗選擇策騎『肥仔叻叻』，而呂健威又再給我機會。我十分感激他和馬主，今日能夠勝出，對我的意義重大，我要好好慶祝一番。」他補充：「我剛完成見習騎師生涯不久，並且得到不少良好機會，而我會盡己所能策騎每一匹坐騎爭取佳績。」練馬師呂健威說道：「坦白說，當我知道牠的檔位時，並非百分百有信心能夠勝出，因為我覺得這個排檔可能會影響牠的發揮。周俊樂騎得十分出色，賽前我叫他研究一下潘頓上仗策騎牠的方法。今仗步速甚快，馬兒進步了很多。」他補充：「周俊樂的表現很好，而馬兒的狀態也十分理想。」
2021年12月12日，潘頓策騎「錶之未來」出戰國際一級賽香港短途錦標，但受到「君達星」引起的連環墮馬意外波及而無法完成賽事，幸好「錶之未來」經檢驗無發現明顯異常之處，而在連環墮馬意外中牽涉其中的「君達星」和「肥仔叻叻」不幸因傷勢太重而遭人道毀滅。隨後，「錶之未來」在2022年1月20日被送往從化馬場休養生息，直至4月15日回港，傷癒復出後再上陣三次，只取得一次季軍。2022年7月13日，「錶之未來」從呂健威馬房轉投伍鵬志馬房。
2022年9月11日至11月20日，「錶之未來」轉投伍鵬志後，上陣四次取得1亞1殿1第五，2022年12月7日，因腹絞痛關係，與世長辭，終年6歲，而該駒在香港短途錦標的參賽席位，則由「速遞奇兵」補上。

## 在港勝出賽事全紀錄
| 比賽日期   | 賽事名稱                 | 賽事班次 | 賽道 | 賽事路程 | 比賽馬場 | 名次 | 完成時間 | 騎師   |
| ---------- | ------------------------ | -------- | ---- | -------- | -------- | ---- | -------- | ------ |
| 04/11/2020 | 大金鐘讓賽               | 第三班   | 泥地 | 1200米   | 沙田馬場 | 1    | 1:09.06  | 潘明輝 |
| 13/12/2020 | 高地之舞讓賽             | 第三班   | 草地 | 1400米   | 沙田馬場 | 1    | 1:21.63  | 潘明輝 |
| 11/07/2021 | 香港馬主協會錦標（讓賽） | 第一班   | 草地 | 1200米   | 沙田馬場 | 1    | 1:07.61  | 周俊樂 |
| 17/10/2021 | 精英碗（讓賽）           | G2       | 草地 | 1200米   | 沙田馬場 | 1    | 1:07.95  | 潘頓   |
| 21/11/2021 | 馬會短途錦標             | G2       | 草地 | 1200米   | 沙田馬場 | 1    | 1:07.98  | 周俊樂 |

## 在港一級賽出賽全紀錄
| 比賽日期   | 賽事名稱           | 賽事班次 | 賽道 | 賽事路程 | 比賽馬場 | 名次 | 完成時間 | 騎師   |
| ---------- | ------------------ | -------- | ---- | -------- | -------- | ---- | -------- | ------ |
| 12/12/2021 | 浪琴表香港短途錦標 | G1       | 草地 | 1200米   | 沙田馬場 | FE   | 不適用   | 潘頓   |
| 24/04/2022 | 主席短途獎         | G1       | 草地 | 1200米   | 沙田馬場 | 9    | 1.08.88  | 周俊樂 |

## 外部連結
- . 2021-10-17  [2021-10-17]. （原始内容存档于2021-10-19）.
- . 2021-11-21  [2021-11-21]. （原始内容存档于2021-11-21）.